# O Segredo (álbum)
O Segredo é o quarto álbum de estúdio da banda de rock cristão Fruto Sagrado, lançado em 2001 pela gravadora Top Gospel. O disco foi lançado num tempo em que o grupo passou por uma grande mudança de integrantes, sendo que Marco Antônio e Bênlio Bussinguer foram os únicos que permaneceram no grupo. Houve a volta do guitarrista e produtor musical Bene Maldonado e a entrada do baterista Sylas Jr., em substituição à Flávio Amorim, que havia acabado de se desligar da banda.
O repertório de O Segredo é diversificado, contendo na maior parte de letras críticas sociais e religiosas, como na faixa-título onde é tratado a queda na fé, e em "O Novo Mandamento" o desamor entre cristãos. Em "Forrock" a banda apostou em uma sonoridade regional fazendo uma crítica à política brasileira. A obra também possui a participação do cantor PG, na época ainda vocalista da banda Oficina G3 e também do cantor Marcus Salles, na faixa "A Resposta".
| Críticas profissionais | Críticas profissionais |
| Avaliações da crítica  | Avaliações da crítica  |
| Fonte                  | Avaliação              |
| ---------------------- | ---------------------- |
| O Propagador           | [ 4 ]                  |

## Faixas
1. "A Mensagem"
2. "No Porão da Alma"
3. "O Segredo"
4. "Livre Arbítrio"
5. "O Impossível"
6. "Forrock"
7. "Love'n'roll"
8. "Essentialis"
9. "O Novo Mandamento"
10. "A Resposta"
11. "O Vale das Sombras"
12. "The time is over"
13. "Tridente Social"

## Ficha técnica
- Marcão - vocal, baixo
- Bênlio Bussinguer - teclado
- Bene Maldonado - guitarra, violão, produção musical
- Sylas Jr. - bateria